# Månstads socken
Månstads socken i Västergötland ingick i Kinds härad, ingår sedan 1971 i Tranemo kommun och motsvarar från 2016 Månstads distrikt.
Socknens areal är 38,08 kvadratkilometer varav 37,22 land. År 2000 fanns här 367 invånare.  Kyrkbyn Månstad med sockenkyrkan Månstads kyrka ligger i socknen. 

## Administrativ historik
Socknen har medeltida ursprung. 
Vid kommunreformen 1862 övergick socknens ansvar för de kyrkliga frågorna till Månstads församling och för de borgerliga frågorna bildades Månstads landskommun. Landskommunen uppgick 1952 i Länghems landskommun som upplöstes 1967 då denna del uppgick i Tranemo landskommun som 1971 ombildades till Tranemo kommun. Församlingen uppgick 2014 i Länghems församling.
1 januari 2016 inrättades distriktet Månstad, med samma omfattning som församlingen hade 1999/2000.  
Socknen har tillhört län, fögderier, tingslag och domsagor enligt vad som beskrivs i artikeln Kinds härad. De indelta soldaterna tillhörde Älvsborgs regemente, Norra Kinds kompani, Västgöta regemente, Elfsborgs kompani.

## Geografi
Månstads socken ligger söder om Ulricehamn söder om Sämsjön och kring dess utlopp Månstadsån. Socknen har odlingsbygd i ådalen och är i övrigt en mossrik skogsbygd.
Socknen genomkorsas från norr till söder av vandringsleden Oxabanan.
1931 hade socknen 648 invånare och 683 hektar åker och 2077 hektar skogsmark.

## Fornlämningar
Från bronsåldern finns gravrösen, skålgropsförekomster och stensättningar. Från järnåldern finns ett gravfält. En runsten har påträffats.

## Namnet
Namnet skrevs 1432 Magnustadha och kommer från kyrkbyn. Namnet innehåller mansnamnet Magne och sta(d) 'plats, ställe'.